# Domingoa haematochila
Domingoa haematochila är en orkidéart som först beskrevs av Heinrich Gustav Reichenbach, och fick sitt nu gällande namn av José Perez Carabia. Domingoa haematochila ingår i släktet Domingoa och familjen orkidéer. Inga underarter finns listade i Catalogue of Life.

## Bildgalleri

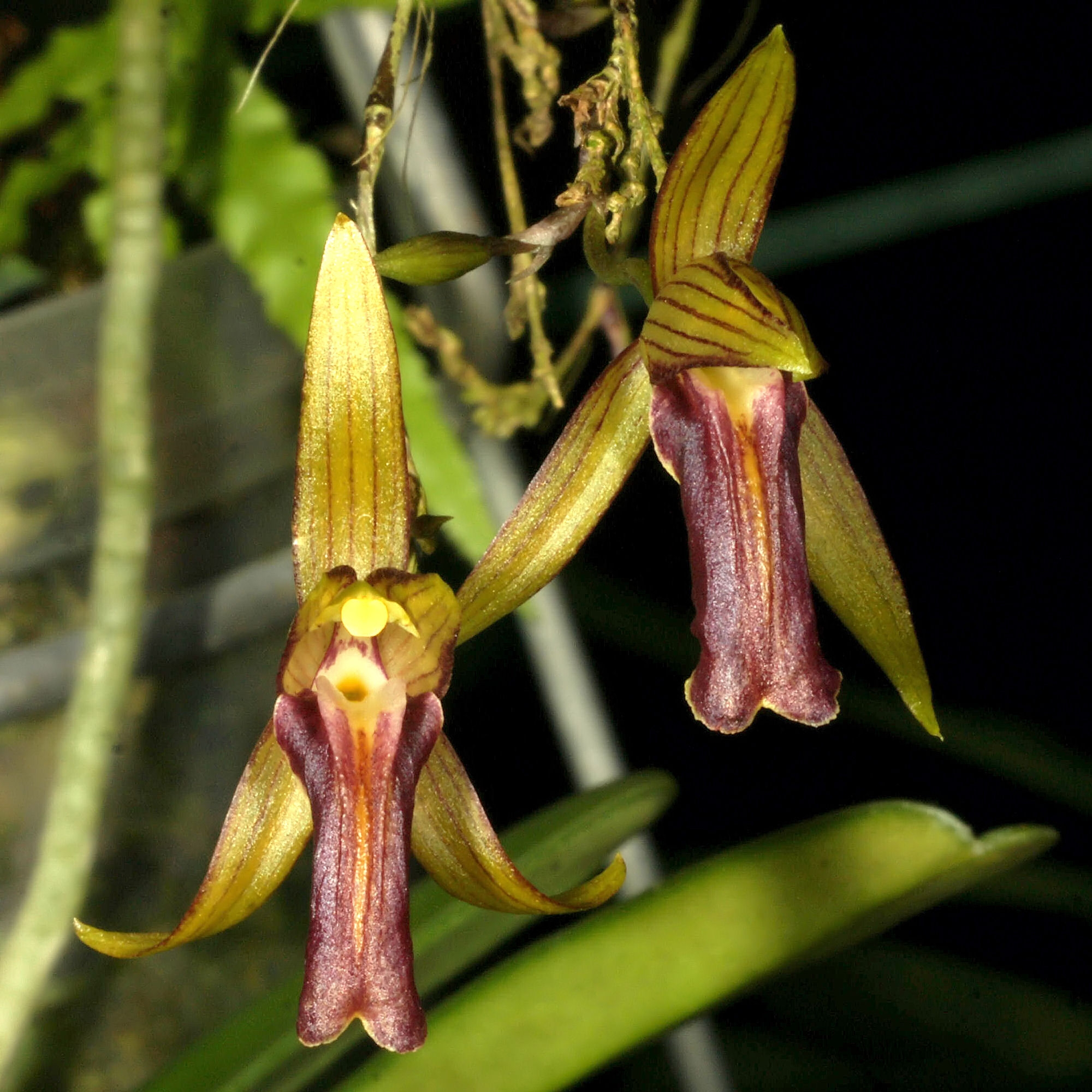
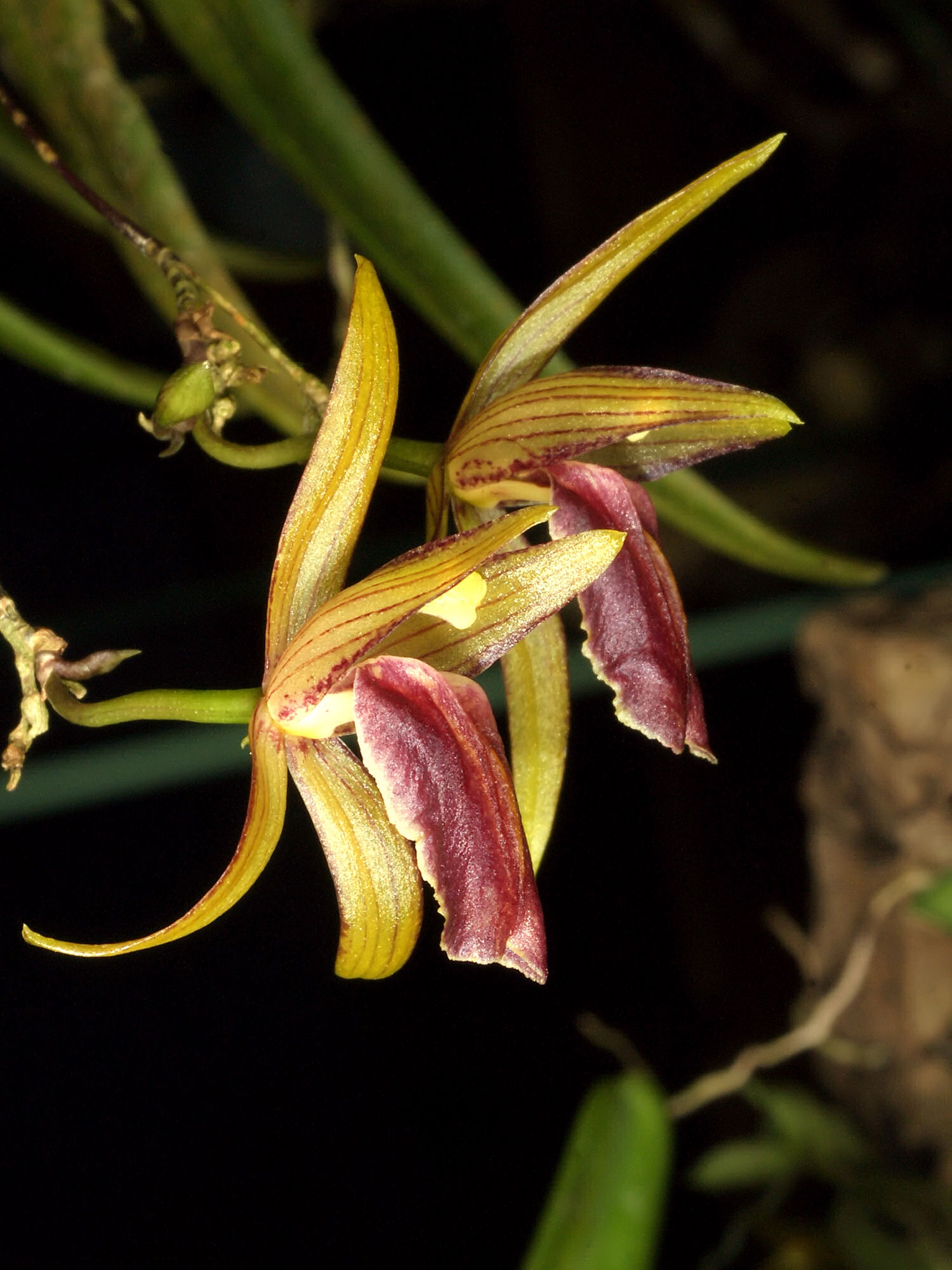
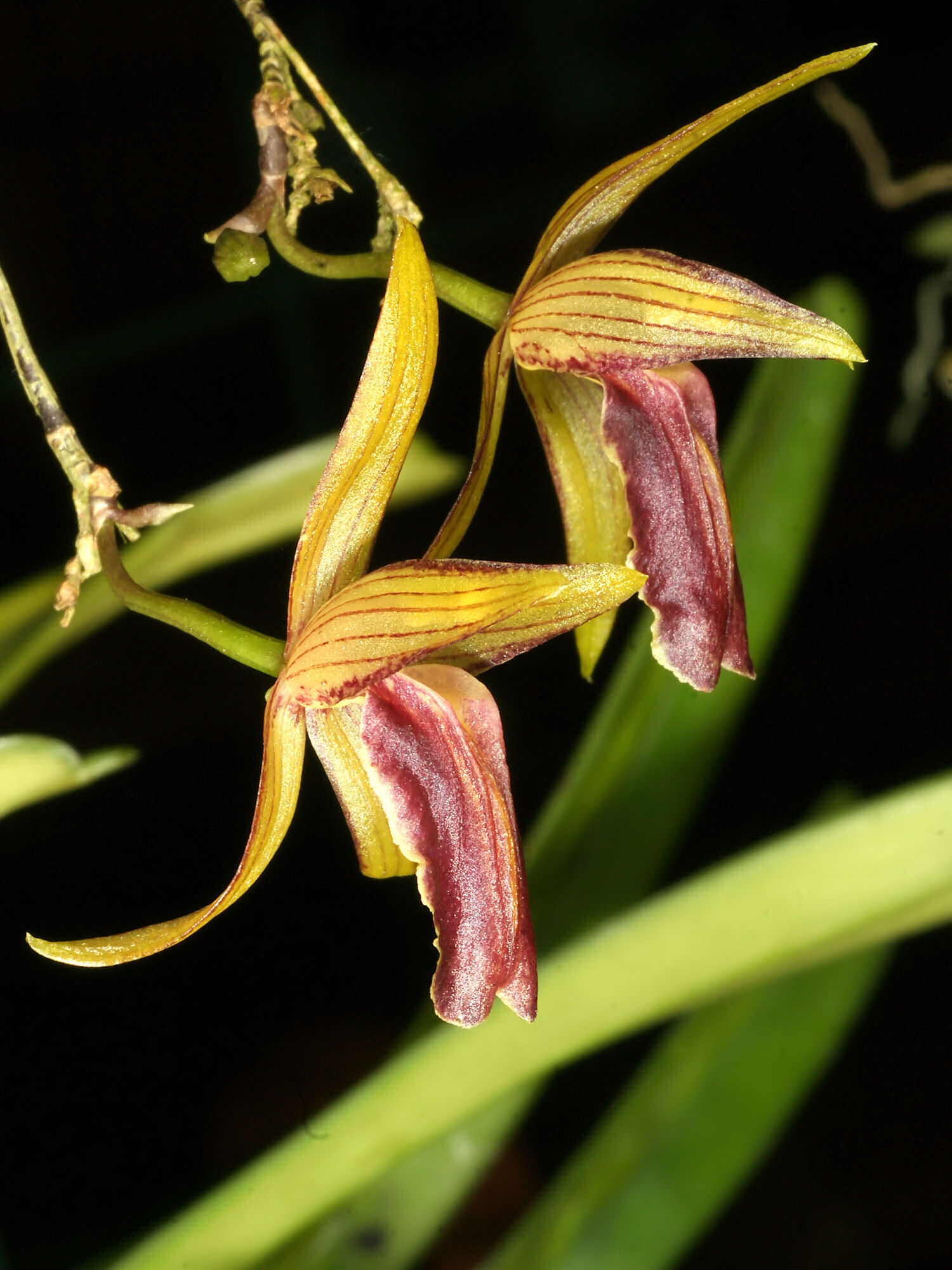
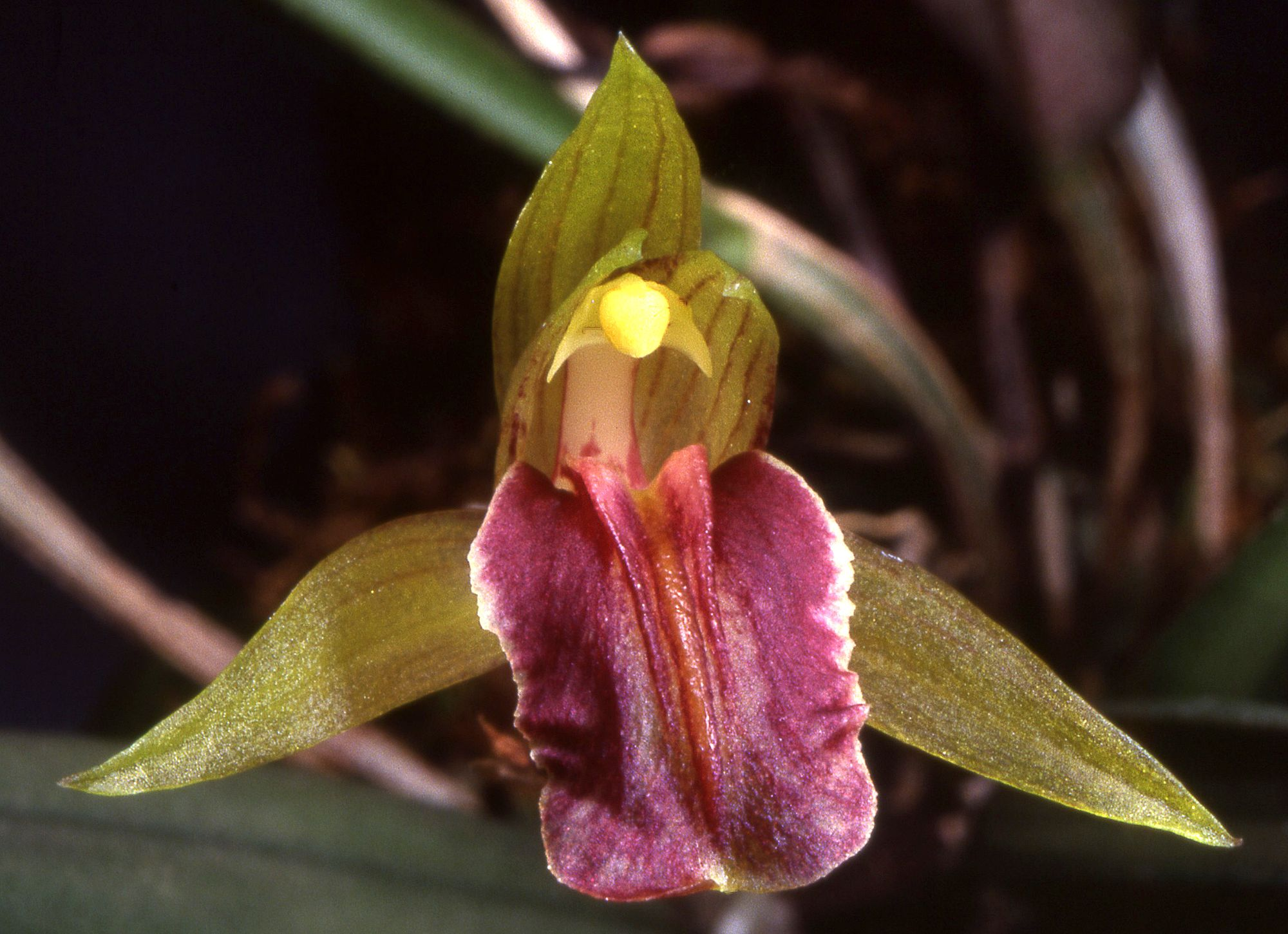